# Pedro Arrupe

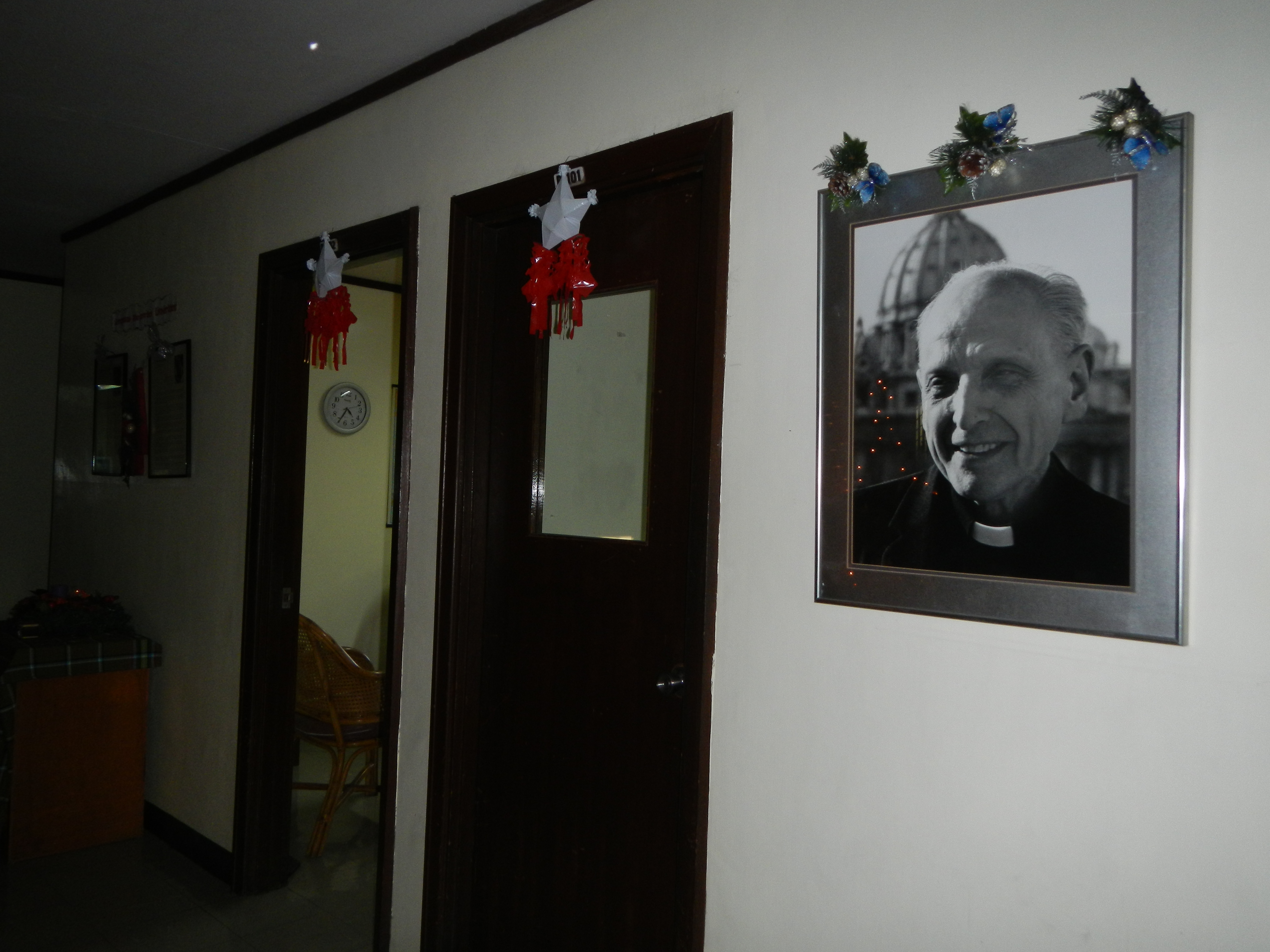
Portret in de hal van de receptie

Pedro Arrupe S.J. (Bilbao, 14 november 1907 – Rome, 5 februari 1991) was een Spaanse pater. Hij was de 28e generaal-overste van de Sociëteit van Jezus.
Arrupe onderbrak zijn medische opleiding om in te treden als jezuïet in 1927. Hij vervolgde zijn studies filosofie en theologie in België en Nederland. In 1936 werd hij priester gewijd. Hij verdiepte zich in de medische ethiek in de Verenigde Staten.
In 1939 werd hij naar Japan gezonden, waar hij 27 jaar zou verblijven. Daar maakte hij de explosie mee van de atoombom op Hiroshima, waarbij hij de gebouwen van de jezuïeten omvormde tot een noodhospitaal en hij zijn medische kennis goed kon gebruiken om de gewonden te helpen.
In 1958 werd hij tot provinciaal van Japan benoemd. In 1965 werd hij tijdens de 31ste Generale Congregatie verkozen tot de 28ste generaal-overste van de orde, als opvolger van Jean-Baptiste Janssens. In 1975 riep hij de 32ste Generale Congregatie bijeen, waarin hij zijn visie op de toekomst van de orde duidelijk maakte. Hij wilde dat de orde zich veel meer maatschappelijk zou engageren op domeinen zoals rechtvaardigheid. Hiermee doorbrak hij de scheiding tussen de orde en de politieke wereld, wat binnen de orde een omstreden evolutie was sedert 1969: men denke hierbij aan de liturgische vernieuwingen in de Dominicuskerk (Amsterdam), Huub Oosterhuis, Bernard Huijbers en anderen — een logisch uitvloeisel van het Tweede Vaticaans Concilie gepaard aan de belangstelling voor de bevrijdingstheologie zoals die in Zuid-Amerika opgang maakte. Deze inzet van Jezuïeten voor rechtvaardigheid in landen zoals El Salvador leidde tot de moord op verschillende Jezuïeten, onder wie hoogleraar Ignacio Ellacuría met enige collegae en personeelsleden in 1989.
Door een beroerte op 7 augustus 1981 werd Arrupe zwaar verlamd. Paus Johannes Paulus II greep daarop in met een maatregel zonder precedent in de jezuïetengeschiedenis. De plaatsvervangende overste pater Vincent O'Keefe schoof hij terzijde en hij benoemde de paters (jezuïeten) Paolo Dezza en Giuseppe Pittau om tijdelijk de leiding van de orde over te nemen. Deze pauselijke inmenging werd niet door iedereen in de orde geapprecieerd; velen beschouwden Dezza niet als plaatsvervangend overste maar als een opgedrongen commissaris.  
In 1983 werd de Nederlander Peter-Hans Kolvenbach tot nieuwe generaal-overste gekozen.
Arrupe stierf op 5 februari 1991. Hij werd begraven in de kerk Il Gesù te Rome.
Arrupe lag ook aan de basis van de Jesuit Refugee Service, een organisatie die wereldwijd vluchtelingen probeert te helpen in moeilijke omstandigheden. Deze organisatie was in 2007 reeds in meer dan 50 landen actief, waarbij aan meer dan 400.000 mensen hulp werd verleend.